# Pável Bulánov
Pável Petróvich Bulánov (ruso: Пáвел Петрóвич Булáнов) nació en la Gubernia de Penza en 1895, y fue ejecutado el 15 de marzo de 1938 en Moscú. Fue un agente de la Seguridad del Estado (Checa-NKVD-OGPU) procesado en el Juicio de los Veintiuno dentro de la Gran Purga de Stalin.
Nació en una familia de relojeros, cursó sus estudios en el Instituto Geodésico de Penza, graduándose en 1916, incorporándose al ejército en agosto de ese año, durante la Primera Guerra Mundial, permaneciendo en una unidad de reserva en Sarátov.

## Revolución rusa
Antes de la Revolución de Octubre formó parte del Comité de Distribución de Alimentos del Uezd de Insara (Penza), convirtiéndose en el presidente del mismo en 1918. En agosto de ese año se afilió al Partido Comunista, siendo nombrado en 1921 secretario del partido del uezd de Insara.

## Incorporación a la Seguridad del Estado
En agosto de 1921 es destinado a la Checa de la Gubernia de Penza, siendo nombrado en diciembre del mismo año ayudante del jefe del 5.º Departamento la Sección Operativa de Checa-OGPU, y entre 1922 y 1923 fue el subjefe de la misma unidad. En 1923 fue subjefe de la 2º Sección (enero-marzo) y de la 11º Sección de la Sección Operativa del GPU (marzo-octubre).
El 20 de marzo de 1923 fue nombrado secretario de Asuntos Secretos del GPU (OGPU), ejerciendo el cargo hasta el 30 de julio de 1927, que se reorganiza la unidad, pasando de ser Asuntos Secretos del GPU, SOU del OGPU (SOU - “Control Secreto Operacional" - Секретно-оперативного управления) en la que sigue ejerciendo el mismo cargo de secretario hasta el 1 de diciembre de 1929. Al mismo tiempo, compatibiliza tales cargos entre el 26 de abril de 1926 y el 23 de mayo de 1928 con el de jefe de la 7.º Sección de la Sección Operativa del OGPU.

El 1 de diciembre de 1929 es nombrado secretario del Gabinete (Colegio) del OGPU (Коллегия ОГПУ), hasta el 11 de noviembre de 1931, cuando fue nombrado Primer Secretario del OGPU. Con la reorganización de unidades, fue nombrado Secretario del NKVD de la URSS entre 1931 y 1934 y de la Conferencia Especial (Особого Совещания) para el NKVD entre 1934 y hasta el momento de su detención en 1937.
Fue un íntimo colaborador de Génrij Yagoda. De Bulanov se afirma que se ocupó de la repartición de las propiedades confiscadas a los altos dirigentes del partido que fueron represaliados. En 1936, con la llegada de Nikolái Yezhov al NKVD, perdió sus prerrogativas por no ser de su confianza.

## Detención y juicio
El 29 de marzo de 1937 fue detenido por el propio NKVD como “enemigo del pueblo".
Es juzgado en el Colegio Militar de la Corte Suprema de la URSS entre el 2 y 13 de marzo de 1938 junto a eminentes figuras bolcheviques como Alekséi Rýkov, Nikolái Bujarin, Nikolái Krestinski y Christian Rakovski, así como también el ejecutor de las anteriores purgas Génrij Yagoda, y otros acusados en el proceso que fue conocido como Juicio de los Veintiuno o Tercer Juicio de Moscú, aunque oficialmente denominado “Proceso del Bloque Trotskista-Derechista" (делу право-троцкистского блока).
Estos eran antiguos líderes soviéticos que eran enemigos de Stalin, o se presumían que lo eran, y a los que se acusó de oponerse a las políticas de rápida industrialización, colectivización forzada y planeamiento centralizado, así como cargos de espionaje internacional, intento de derribar a la Unión Soviética, y planear la eliminación de los líderes soviéticos.

### Cargo por intento de asesinato de Yezhov
En el juicio, Pável Bulánov reconoció su culpabilidad en el intento de envenenamiento por mercurio de Nikolái Yezhov, pulverizando en su despacho una solución venenosa de mercurio con intención de asesinarlo. Más adelante se probó que tales hechos fueron invención personal de Yezhov. Estos hechos fueron novelados por Bulgakov en su novela “El maestro y Margarita".

### Asesinato de Serguéi Kírov
Estuvo implicado en la investigación del asesinato de Serguéi Kírov, hecho que desencadenó la Gran Purga, declarando contra Zaparozhets, dejando entrever el complot para hacer desaparecer al asesino del mismo, y supuestamente, las pruebas del complot organizado. En las mismas declaraciones, establece la implicación de Génrij Yagoda en el asesinado de Kírov, el anterior jefe del NKVD del que Bulánov fue secretario y hombre de confianza.
El 13 de marzo de 1938 es sentenciado a la pena de muerte por fusilamiento, siendo ejecutado dos días después, el 15 de marzo de 1938.
Fue rehabilitado en 1988 y readmitido póstumamente en el partido.

## Condecoraciones
Alcanzó el grado de Mayor el 29 de noviembre de 1935. En 1929 fue condecorado como “Honorable Trabajador de la Checa-GPU (V)" en el acuerdo n.º 458, y nuevamente con la misma condecoración el 20 de diciembre de 1932 (XV). También fue galardonado con la Orden de Lenin el 28 de noviembre de 1936.